# Fernando Vázquez (atleta)
Fernando Vázquez (20 de diciembre de 1999) es un deportista argentino que compite en atletismo adaptado. Ganó una medalla de bronce en los Juegos Paralímpicos de París 2024, en la prueba de salto de longitud (clase T12).

## Palmarés internacional
| Juegos Paralímpicos | Juegos Paralímpicos | Juegos Paralímpicos | Juegos Paralímpicos   |
| Año                 | Lugar               | Medalla             | Prueba                |
| ------------------- | ------------------- | ------------------- | --------------------- |
| 2024                | París (Francia)     | Medalla de bronce   | Salto de longitud T12 |